# Franz Matthias Hiernle
Franz Matthias Hiernle (* 19. September 1677 in Landshut; † vor 7. Mai 1732) war ein deutscher Bildhauer des Barock. 

## Leben und Wirken
Er war ab 1705 als Hofbildhauer des Mainzer Kurfürsten Lothar Franz von Schönborn tätig. Seine beiden Söhne, Sebastian Hiernle († 1755) und Johann Kaspar Hiernle († 1755), wurden ebenfalls Bildhauer und haben sicher zeitweise an Arbeiten ihres Vaters mitgewirkt. Hiernle wurde – neben Burkard Zamels, Johann Peter Melchior und Sebastian Barnabas Pfaff (1747–1794) – trotz seiner bayerischen Abstammung ein wichtiger Vertreter der „mittelrheinischen Variante“ der Barockplastik. Er starb 1732, sein Begräbnis fand am 7. Mai in Mainz statt. 
Cornelius Andreas Donett (1683–1748) aus Frankfurt am Main war einer seiner Schüler.

## Beispielhafte Werke

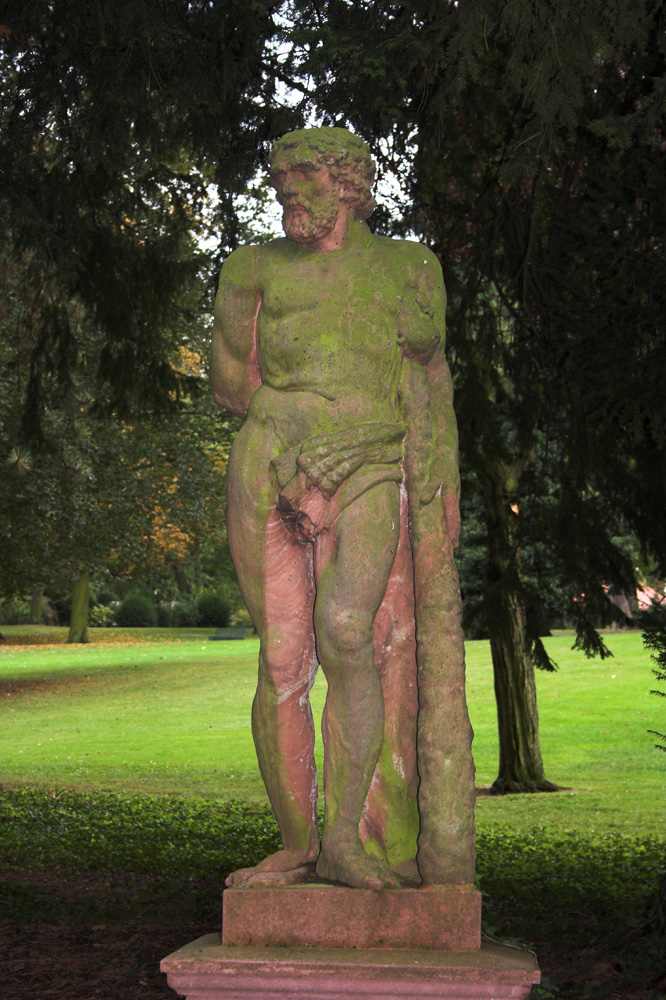
„Herkules“-Figur aus rotem Sandstein, vermutlich aus der Werkstatt von Franz Matthias Hiernle. Eines von lediglich zwei erhaltenen Überbleibseln der reichen Figurenausstattung der Mainzer Favorite. Heute im Mainzer Stadtpark aufgestellt.

- Münster, im St.-Paulus-Dom, westliches Querhaus: „Mater Dei“, als Pendant dazu „Salvator Mundi“ (zerstört), beide Figuren aus Alabaster, 1723
- Mainz, Dom, im Kreuzgang: „Johannes der Täufer“
- Mainz, im ehemaligen Barockgarten der Lustschloss Favorite: ein Großteil der Figurenausstattung der Gartenanlagen, um 1720. Hiernle werden die Statuen des Bacchus, des Faunus, des Jupiter und der Juno, der Ceres und Flora sowie aller Nymphen und Genien aus der griechisch-römischen Mythologie zugeschrieben. Als besonders aufwändige Arbeit von Hiernle ist die Figurengruppe der Themenfontäne „Plutos Raub der Proserpina“, welche die mittlere Gartenanlage krönte, zu erwähnen. Wie bei allen großen Wasseranlagen arbeitete Hiernle auch hier nach den Entwürfen von Maximilian von Welsch und setzte diese entsprechend den bautechnischen Vorgaben künstlerisch um. Hiernles Söhne wirkten vermutlich bei der Figurengestaltung mit. Ein deutlich kleinerer Anteil des Figurenschmucks der Favorite stammt von Johann Wolfgang Fröhlicher.
- Mainz, „Neuer Brunnen“ am Neubrunnenplatz: zwei liegende Flussgötter („Rhein“ und „Main“) sowie zwei Nymphen, 1726 (Originale heute im Landesmuseum Mainz; die Nymphen sind nicht erhalten)
- Idstein, in der Unionskirche (ehemalige Stiftskirche St. Martin), links vom Altar: Grabdenkmal für Fürst Georg August Samuel von Nassau-Idstein (* 1665; † 1721), seine Frau Henriette Dorothea und ihre Kinder (Entwurf: Maximilian von Welsch, Ausführung: F. M. Hiernle).